# Notfalldose

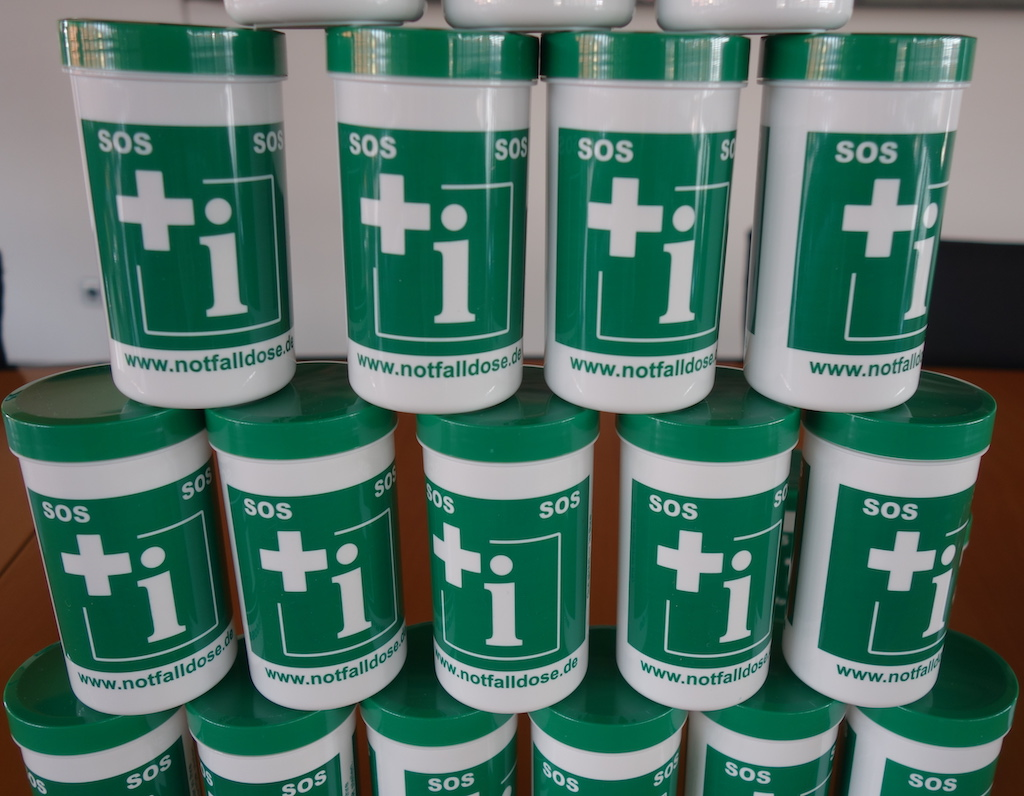
Eine Präsentation der Notfalldosen

Die Notfalldose in Deutschland ist ein weißer, zylinderförmiger Behälter (Salbenkruke mit einem Fassungsvermögen von 150 g bzw. 185 ml), grün-weiß beschriftet, zusammen mit
- einem Vordruck für alle Angaben, die für einen Rettungseinsatz nötig oder nützlich sein können, und
- zwei Aufklebern mit der Angabe, dass die Dose in der Kühlschranktür zu finden sei. Diese Aufkleber sind für die Außenseite des Kühlschranks und die Innenseite der Eingangstür bestimmt.

Notfalldosen gibt es seit dem Jahr 2015. Sie sind in Apotheken erhältlich. Ihre Verbreitung wird von Unternehmen gesponsert und von gemeinnützigen Organisationen gefördert.